# William Shakespeare Burton

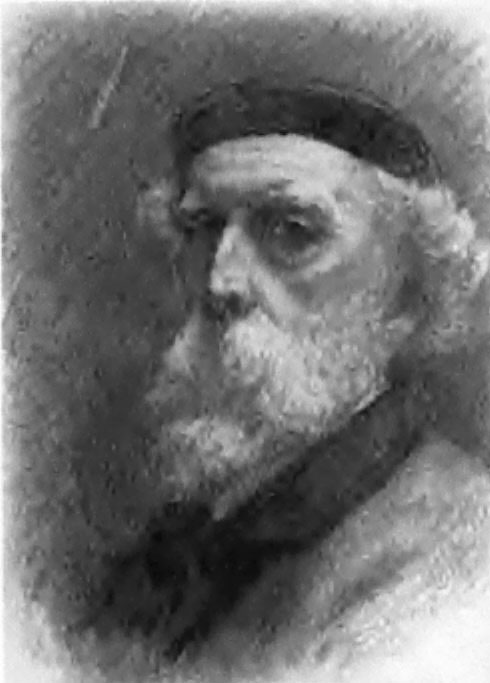
Zelfportret, 1899, National Portrait Gallery, Londen

William Shakespeare Burton (Londen, 1 juni 1824 – aldaar, 26 januari 1916) was een Engels kunstschilder, vooral van historische en religieuze stukken.

## Leven en werk
Burton was de zoon van een toneelspeler, die zijn vrouw en zoon verliet om in Amerika carrière te maken. Met zelfverdiend geld was Burton niettemin in staat om in 1844 te gaan studeren aan de Royal Academy of Arts. In 1852 won hij daar een gouden medaille met zijn schilderij Samson and Delilah.

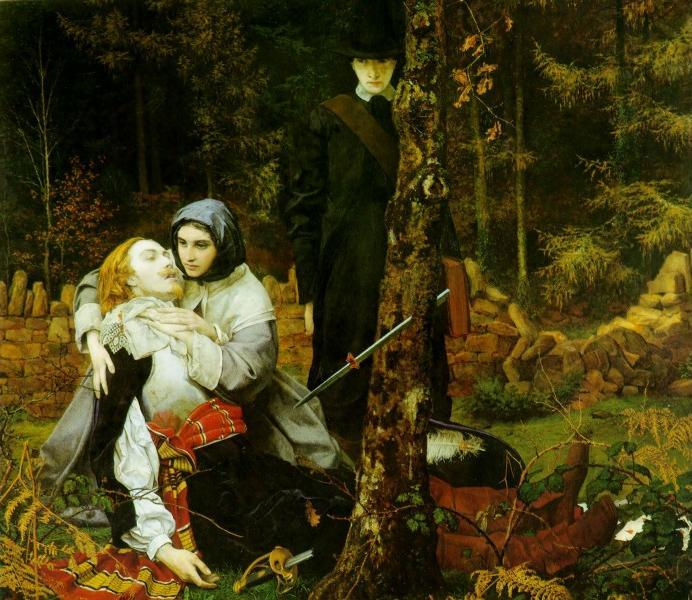
The Wounded Cavalier, 1855, Tate Britain, Londen

#### The Wounded Cavalier
Het bekendste werk van Burton is zonder twijfel The Wounded Cavalier, 1855, geschilderd in de stijl van de Prerafaëlieten. Het werk toont een scène uit de Engelse Burgeroorlog van 1648 tot 1649: een gewonde cavalier wordt bijgestaan door een puriteinse maagd, terwijl haar jaloerse volger met de bijbel in de hand toekijkt. Bij het maken van het schilderij stond Burton in een put in de grond, om op de gewenste ooghoogte te komen. Het schilderij trok veel aandacht tijdens een expositie in de Royal Academy in 1856, waar het hing naast The Scapegoat van William Holman Hunt.
Burton leefde altijd in behoeftige omstandigheden en bleef tot op hoge leeftijd schilderen, in zijn latere jaren vooral religieuze taferelen. Ondanks een altijd zwakke gezondheid werd Burton 91 jaar. Hij overleed in 1916.